# Anemonia melanaster
Anemonia melanaster is een zeeanemonensoort uit de familie Actiniidae. De anemoon komt uit het geslacht Anemonia. Anemonia melanaster werd in 1901 voor het eerst wetenschappelijk beschreven door Verrill. 